# Гёлльнер, Марк-Кевин
Марк-Кевин Петер Гёлльнер (нем. Marc-Kevin Peter Goellner, родился 22 сентября 1970 года в Рио-де-Жанейро, Бразилия) — немецкий теннисист. Профессионал с 1991 года, завершил в карьеру в 2006 году.

## Спортивные достижения
- Обладатель Кубка Дэвиса 1993 года в составе сборной Германии (в первый же сезон, когда дебютировал за сборную)
- Победитель 2 турниров АТП в одиночном и 4 турниров в парном разряде
- Финалист Ролан Гаррос 1993 года в парном разряде (с Давидом Приносилом)
- Бронзовый призёр Олимпийских игр в Атланте в 1996 году в парном разряде (с Давидом Приносилом)
- Двукратный полуфиналист Уимблдонского турнира (1994 и 1995) в парном разряде
- Выступал за сборную Германии с 1993 по 2001 год, провёл за это время 21 матч, из которых выиграл 12
- Интересно, что когда Гёлльнер завоевал свой второй титул в одиночном разряде — в испанской Марбелье в 1996 году, то по ходу турнира он встречался только с испанцами и последовательно обыграл пятерых — Томаса Карбонелла, Франсиско Клавета, Фернандо Висенте, Феликса Мантилью и Алекса Корретху. Лишь Мантилья в полуфинале сумел выиграть 1 сет у Марка-Кевина

## Финалы турниров Большого шлема в парном разряде (1)

### Поражение (1)
| Год  | Турнир        | Партнёр        | Соперники в финале          | Счёт         |
| 1993 | Roland Garros | Давид Приносил | Люк Дженсен & Мерфи Дженсен | 6-4 6-74 6-4 |

## Титулы в одиночном разряде (2)
| №  | Дата        | Турнир            | Покрытие | Соперник в финале | Счёт        |
| 1. | 12 апр 1993 | Ницца, Франция    | Грунт    | Иван Лендл        | 1-6 6-4 6-2 |
| 2. | 30 сен 1996 | Марбелья, Испания | Грунт    | Алекс Корретха    | 7-64 7-62   |

## Титулы в парном разряде (4)
| №  | Дата        | Турнир                  | Покрытие | Партнёр        | Соперники в финале               | Счёт        |
| 1. | 24 фев 1992 | Роттердам, Нидерланды   | Ковёр    | Давид Приносил | Пауль Хархёйс & Марк Коверманс   | 6-2 6-7 7-6 |
| 2. | 23 авг 1993 | Лонг-Айленд, США        | Хард     | Давид Приносил | Арно Бёч & Оливье Делэтр         | 6-7 7-5 6-2 |
| 3. | 9 сен 1996  | Борнмут, Великобритания | Грунт    | Грег Руседски  | Родольф Жильбер & Нуну Маркеш    | 6-3 7-6     |
| 4. | 3 ноя 1997  | Стокгольм, Швеция       | Хард (I) | Ричи Ренеберг  | Эллис Феррейра & Патрик Гэлбрайт | 6-3 3-6 7-6 |

## Командные турниры

### Финалы командных турниров (1)

#### Победы (1)
| №  | Год  | Турнир       | Команда                                    | Соперник в финале                                              | Счёт |
| 1. | 1993 | Кубок Дэвиса | Германия М.-К. Гёлльнер, П. Кюнен, М. Штих | Австралия Т. Вудбридж, М. Вудфорд, Д. Столтенберг, Р. Фромберг | 4-1  |